# Mulligan
En mulligan er et golfudtryk, som anvendes når en spiller får en ny chance for at slå til bolden, uden at et forudgående mislykket slag (luftslag) tælles med i scoren.
Mulligan er ikke tilladt ifølge de officielle regler, og man kan blive diskvalificeret hvis man bruger mulligans i officielle turneringer.
I private runder kan mulligans tjene flere formål. De kan begrænse den tid, som bruges på at lede efter forsvundne bolde, mindske frustrationer og øge fornøjelsen ved spillet, da en en spiller lettere kan ryste et dårligt slag af sig ved at få en ny chance. 
Da mulligans ikke er dækket af de officielle regler (bortset fra at forbyde dem) er der mange varianter af brugen. Hvis man tillader at alle typer slag kan spilles om, begrænser man det ofte til en mulligan pr. runde eller en på de første 9 huller og en på de sidste. Traditionelt anvendes mulligans kun ved slag fra tee, og nogle gange endda kun teeslaget på 1. hul. 
I velgørenhedsturneringer kan man sælge mulligans for at samle penge ind i til det gode formål.

## Oprindelse
Det er flere teorier om begrebets oprindelse. The United States Golf Association (USGA) omtaler tre versioner af en historie, som peger at ordet kommer fra navnet på en canadisk golfspiller, David Mulligan, som spillede på St. Lambert i Montreal i 1920'erne. Ifølge den ene version slog David Mulligan et nyt slag efter at have kikset det første slag. Mulligan kaldte ekstraslaget et "korrektionsslag", men hans venner syntes at det var mere rigtigt at opkalde det efter ham. En anden version beretter, at ekstraslaget blev givet til Mulligan, fordi han var nervøs og usikker efter en vanskelig køretur til banen. I den sidste version om David Mulligan fik han et ekstraslag efter at have sovet over sig og skyndt sig til banen for at nå starttidspunktet.
En anden teori stedfæster oprindelsen til en anden mand ved navn Mulligan – John A. "Buddy" Mulligan, en garderobebetjent på Essex Falls i New Jersey. I 1930'erne var han kendt for at give sig selv ekstraslag.
Ifølge forfatteren Henry Beard, stammer begrebet fra Thomas Mulligan, en lavererangerende engelsk-irsk aristokrat og passioneret golfspiller, som blev født den 1. maj 1793 og boede nær Lough Sclaff ved Shannons udmunding i en mindre herregård ved navn Duffnaught Hall, som blev ødelagt ved en mystisk brand en uge efter hans død den 1. april 1879. Mulligan siges at have skrevet: "I og med at slag udført efter spillets ophør på 18. hul ikke medregnes i den total der noteres på ens optællingskort, forekommer det mig fuldkommen rimeligt, at slag slået før spillet er sat rigtig i gang med et tilfredsstillende drive på første tee ikke skulle have anden betydning for ens score, end de sving man i træningsøjemed har udført ved at slå bolde på driving range". Kort sagt: spillerens første tællende slag i en runde, er det første brugbare drive fra 1. tee, og alle slag indtil da, skal ikke medregnes.
Ifølge USGA blev begrebet udbredt i 1940'erne.